# Thagria marissae
Thagria marissae är en insektsart som beskrevs av Nielson 1986. Thagria marissae ingår i släktet Thagria och familjen dvärgstritar. Inga underarter finns listade i Catalogue of Life.